# HMS Newcastle (D87)
El HMS Newcastle (D87) fue un destructor Tipo 42 construido para la Marina Real británica. Prestó servicio desde 1978 hasta 2005.

## Construcción y características
El buque fue construido por Swan Hunter. Su quilla se puso el 21 de febrero de 1973 y su botadura se realizó el 24 de abril de 1975. El HMS Newcastle entró en servicio el 23 de marzo de 1978.
Desplazaba 4350 t a carga plena. Tenía una eslora de 125 m, una manga de 14 m y un calado de 5,8 m. Era propulsado por un sistema COGOG (combinado gas o gas) compuesto por dos pares de turbinas de gas. Dos Rolls-Royce Olympus de 56 000 shp de potencia para máxima potencia; y dos Rolls-Royce Tyne de 8500 shp para velocidades crucero. El destructor podía alcanzar una velocidad de 29 nudos y marchar 4000 millas a 18 nudos.
Su armamento principal era el misil superficie-aire Sea Dart, disparado desde un lanzador doble. Complementaban un cañón de 115 mm de calibre y dos cañones de 20 mm, junto a seis tubos lanzatorpedos dispuestos en dos conjuntos triples. El buque estaba dotado de un helicóptero Lynx, armado de torpedos antisubmarinos.

## Servicio
En 1992, integró la Fuerza de Tareas 318.1 que desplegó en el océano Índico, bajo el mando del portaviones HMS Invincible.
Fue retirado del servicio en 2005. Posteriormente, fue entregado a chatarreros que lo llevaron remolcado a Turquía para el desguace de la nave.